# Markus Lindgren
Lars Markus Lindgren, född 9 maj 1985 i Boden i Överluleå församling i Norrbottens län, är en svensk miljöpartistisk politiker. Sedan valet 2018 är han kommunalråd i Västerås stad.
Lindgren är ledamot i Sveriges kommuner och regioners beredning för utbildningsfrågor. Lindgren är även styrelseordförande för forskningsinstitutet Ifous.
2011-2012 var Lindgren förbundsordförande för Lärarförbundet student och representerade organisationen i Lärarförbundets styrelse.
Vid sidan av politiken har Lindgren arbetat som rektor och biträdande institutionschef inom Statens Institutionsstyrelse.